# Kohút (Stolické vrchy)
Kohút (1409 m n. m.) je druhý nejvyšší vrch Stolických vrchů. Nachází se východně od Revúci.

## Polohopis
Nachází se v severovýchodní části pohoří, v centrální části geomorfologického podcelku Stolice. Leží přibližně dva kilometry východně od obce Muránska Zdychava, v katastrálním území města Revúca, které leží asi sedm kilometrů jihozápadně. Severozápadní svahy odvodňuje Zdychavský potok, přítok řeky Muráň, východní svahy jsou pramennou oblastí řeky Štítnik. Nejvyšší vrch pohoří, Stolice (1467 m n. m.), se rozprostírá asi pět kilometrů severovýchodně.

## Přístup
Vrchol Kohútu je přístupný ze všech stran:
- Z jihozápadu po modré trase z Revúci
- Z jihu po zelené trase z obce Chyžné přes sedlo Kohouta
- Z východu po modré trase z obce Čierná Lehota přes Faltenovo sedlo
- Ze severu po zelené trase z Faltenova sedla
- Ze západu po červené trase z obce Muránska Zdychava přes Faltenovo sedlo